# Улица Пирогова (Екатеринбург)
Улица Пирого́ва — улица в жилом районе «ВИЗ» Верх-Исетского административного района Екатеринбурга.

## Расположение и благоустройство
Улица Пирогова проходит с севера на юг между территорией завода ЭМА до улицы Крауля. Нумерация домов улицы с севера до улицы Крауля.
Ширина проезжей части — в среднем около 6—7 м (по одной полосе в каждую сторону движения). Улица оборудована уличным освещением и тротуарами.

## История
На месте улицы ещё с дореволюционных времен существовала внеплановая застройка, в середине 1930-х годов была оформлена на местности улица Пирогова, названная в честь известного учёного. В 1925-26 западная, чётная сторона улицы была застроена 2-этажными бревенчатыми домами. В 1947 сдан 2-этажный шлакоблочный дом 2-Е, а в 1959 — 3-этажный кирпичный полнометражный дом 28-А. На четной стороне расположилась территория велодрома, затем стадиона «Центральный», сквер медицинского городка (в начале 2000-х вырублен), территория завода ЭМА. В 1977—1979 построен длинный 9-этажный кирпичный дом № 4 с магазином «Автовеломототовары».
В 2010-е гг. 2-этажные дома снесены (последний дом № 14 в 2015), на их месте 17-этажные ЖК «Крылов» и «Крылов-2».
Весной 2015 началась масштабная реконструкция участка улицы рамках подготовки к чемпионату мира по футболу 2018, к октябрю 2017 все работы будут завершены.

## Транспорт

### Наземный общественный транспорт
Движение наземного общественного транспорта по улице не осуществляется
На перекрестке с улицей Татищева к августу 2017 проложена трамвайная линия.

### Ближайшие станции метро
Действующих станций метро поблизости нет. На пересечения улиц Татищева-Токарей планировалось открыть станцию 2-й линии Екатеринбургского метрополитена  «Татищевскую». Однако из-за отсутствия финансирования строительство отложено на неопределенный срок.